# Serra do Mendro
A Serra do Mendro é uma elevação de Portugal Continental, Atinge a altitude máxima na Vigia do Mendro com 412 metros de altitude, outros pico relevantes são: Pico Falcato 382 m, Pico Gião 335m eo Pico Santo António 320m. Possui uma orientação W para O, prologando-se desde da Barragem do Alvito, até a Moura.